# خانه شطرنج تیگران پطروسیان

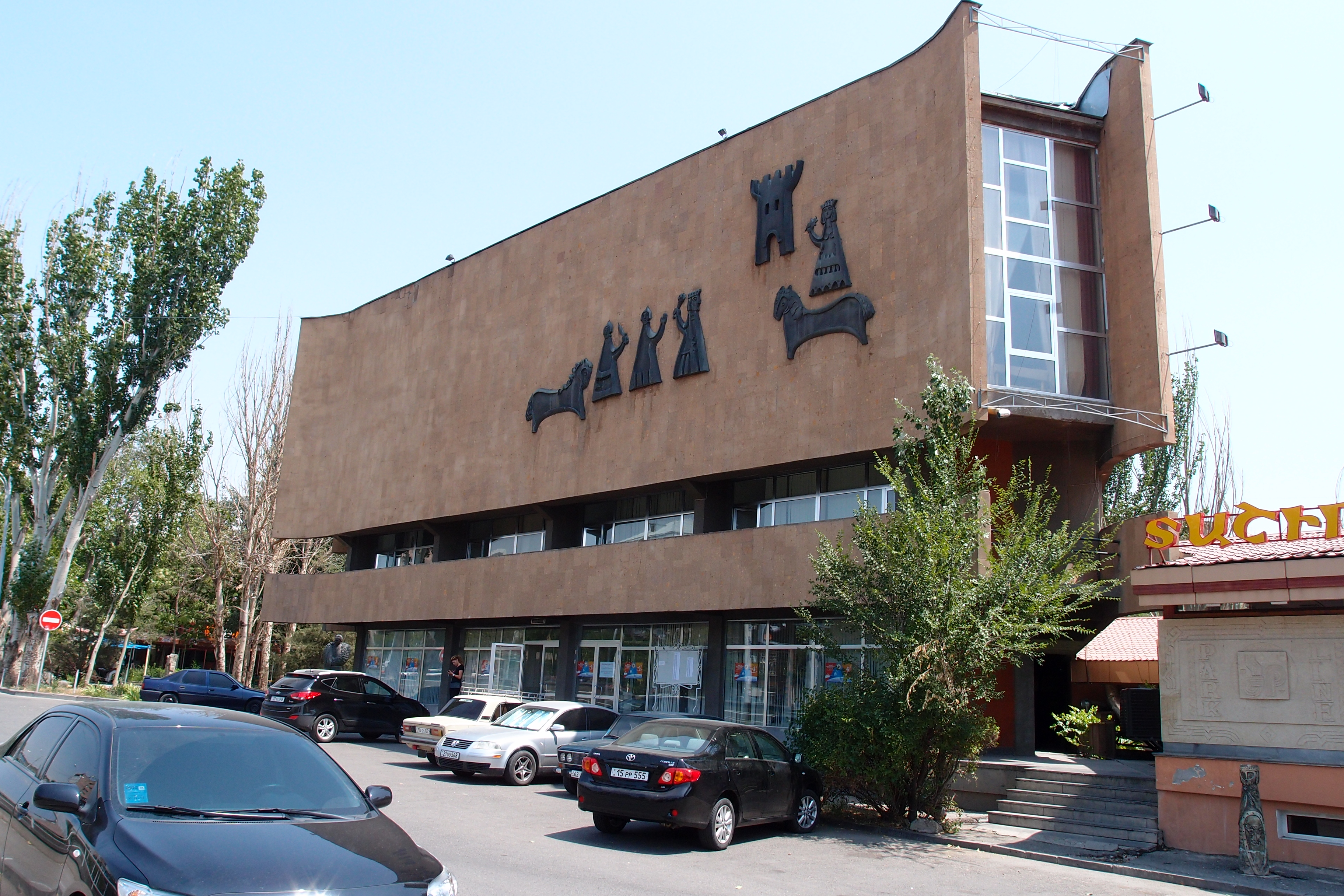

خانه شطرنج تیگران پطروسیان (ارمنی: Տիգրան Պետրոսյանի անվան Շախմատի Տուն), مرکز ورزش شطرنج در ایروان ارمنستان می‌باشد. این خانه در سال ۱۹۷۰ افتتاح شد. در سال ۱۹۸۴ به نام قهرمان پیشین شطرنج جهان تیگران پطروسیان نامگذاری شد. معمار این بنای مثلثی شکل ژانا مشچریاکوفا (Zhanna Meshcheryakova) بود.
تیگران پتروسیان نخستین سنگ بنای این ساختمان را گذاشت. در حال حاضر رئیس این مرکز هراچیا تاوادیان (Hrachik Tavadyan) می‌باشد.
خانه شطرنج در خیابان خانجیان در داخل پارک مدور ناحیه کنترون واقع شده‌است. این مکان خانه که از سال ۱۹۷۱ فعالیت می‌کند.
بنای به گفته بسیاری از بازدیدکنندگان این خانه شطرنج یکی از بهترین مراکز شطرنج در دنیا می‌باشد. بسیاری از رویدادهای بین‌المللی شطرنج از جمله مسابقات یادبود تیگران پطروسیان به صورت منظم در این ساختمان برگزار می‌شود. این خانه همچنین مکان برگزاری مسابقات سالیانه قهرمانی داخلی می‌باشد.
خانه شطرنج تیگران پطروسیان هفته‌نامه شطرنج در ارمنستان (ارمنی: Շախմատային Հայաստան, Shakhmatayin Hayastan) را از سال ۱۹۷۲ به چاپ می‌رساند.
در سال ۱۹۸۹ مجسمه قهرمان تیگران پطروسیان توسط مجسمه‌ساز ارمنی، آرا شیراز خلق شد و در جلوی خانه شطرنج نصب گردید.
در سال ۲۰۰۲ آکادمی شطرنج ارمنستان افتتاح شد. این خانه همچنین مکان فدراسیون شطرنج ارمنستان می‌باشد. رئیس‌جمهور جمهوری ارمنستان سرژ سرکیسیان رئیس کنونی فدراسیون شطرنج ارمنستان می‌باشد. ساختمان خانه شطرنج در میان فهرست یابودهای تاریخی و فرهنگی شهر ایروان می‌باشد of Yerevan.

## جستارهای وابسته

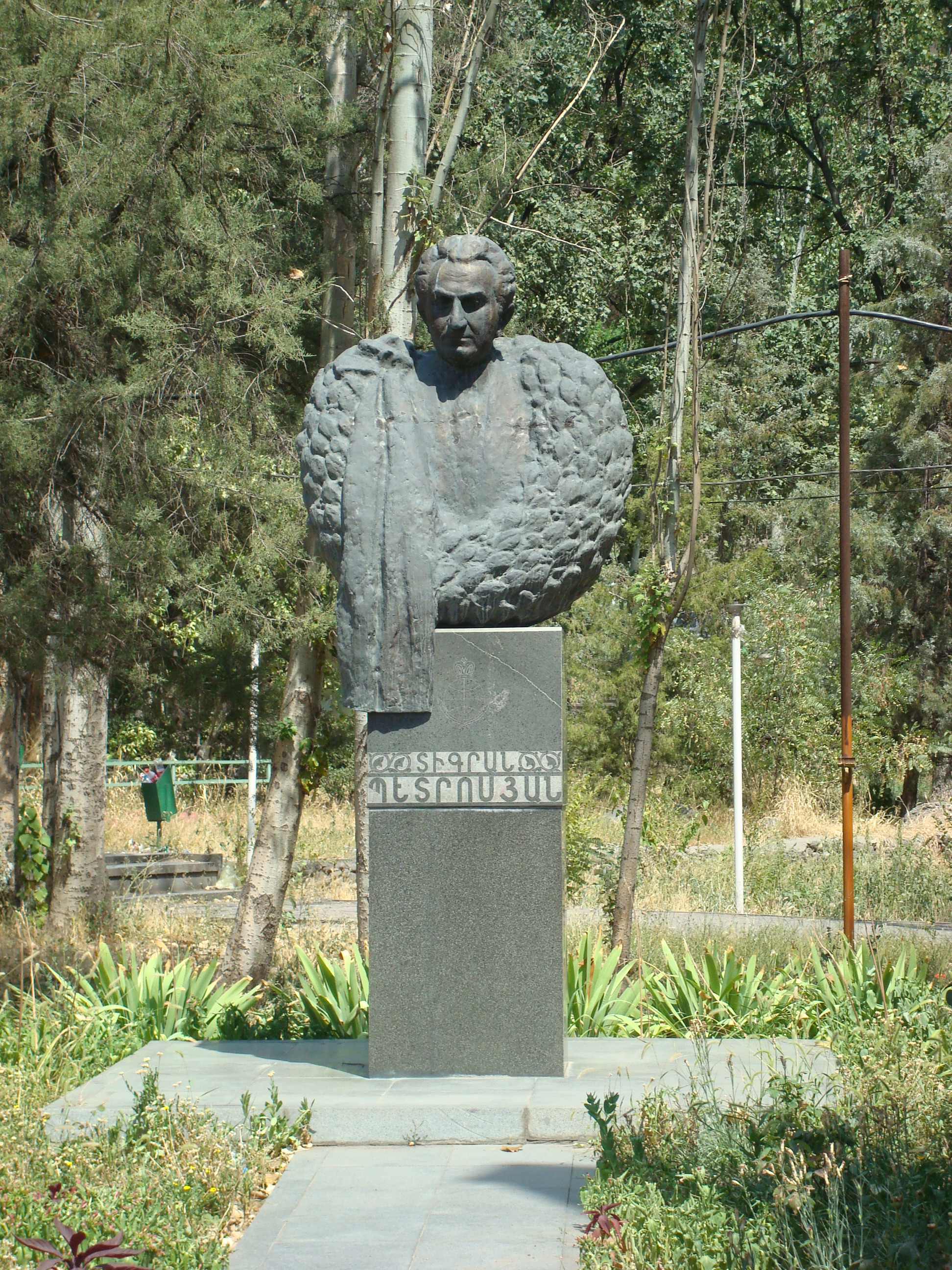
The statue of Tigran Petrosian at the chess house